# Torneo de Hobart
El Torneo de Hobart, conocido como Hobart International, es un torneo de tenis de la WTA llevado a cabo en Hobart, Australia. Se realiza desde 1994, sobre canchas duras al aire libre, y pertenece a la categoría WTA 250. Este torneo sirve como preparación para el primer torneo Grand Slam del año, el Abierto de Australia.

## Campeonas

### Individual
| Año  | Campeona                                           | Finalista                                          | Resultado                                          |
| ---- | -------------------------------------------------- | -------------------------------------------------- | -------------------------------------------------- |
| 1994 | Mana Endo                                          | Rachel McQuillan                                   | 6-1, 6-7(1), 6-4                                   |
| 1995 | Leila Meskhi                                       | Fang Li                                            | 6-2, 6-3                                           |
| 1996 | Julie Halard-Decugis                               | Mana Endo                                          | 6-1, 6-2                                           |
| 1997 | Dominique Van Roost                                | Marianne Werdel Witmeyer                           | 6-3, 6-3                                           |
| 1998 | Patty Schnyder                                     | Dominique Van Roost                                | 6-3, 6-2                                           |
| 1999 | Chanda Rubin                                       | Rita Grande                                        | 6-2, 6-3                                           |
| 2000 | Kim Clijsters                                      | Chanda Rubin                                       | 2-6, 6-2, 6-2                                      |
| 2001 | Rita Grande                                        | Jennifer Hopkins                                   | 0-6, 6-3, 6-3                                      |
| 2002 | Martina Suchá                                      | Anabel Medina                                      | 7-6(7), 6-1                                        |
| 2003 | Alicia Molik                                       | Amy Frazier                                        | 6-2, 4-6, 6-4                                      |
| 2004 | Amy Frazier                                        | Shinobu Asagoe                                     | 6-3, 6-3                                           |
| 2005 | Jie Zheng                                          | Gisela Dulko                                       | 6-2, 6-0                                           |
| 2006 | Michaëlla Krajicek                                 | Iveta Benešová                                     | 6-2, 6-1                                           |
| 2007 | Anna Chakvetadze                                   | Vasilisa Bardina                                   | 6-3, 7-6(3)                                        |
| 2008 | Eleni Daniilidou                                   | Vera Zvonareva                                     | w/o                                                |
| 2009 | Petra Kvitová                                      | Iveta Benešová                                     | 7-5, 6-1                                           |
| 2010 | Alona Bondarenko                                   | Shahar Peer                                        | 6-2, 6-4                                           |
| 2011 | Jarmila Groth                                      | Bethanie Mattek-Sands                              | 6-4, 6-3                                           |
| 2012 | Mona Barthel                                       | Yanina Wickmayer                                   | 6-1, 6-2                                           |
| 2013 | Yelena Vesnina                                     | Mona Barthel                                       | 6-3, 6-4                                           |
| 2014 | Garbiñe Muguruza                                   | Klára Zakopalová                                   | 6-4, 6-0                                           |
| 2015 | Heather Watson                                     | Madison Brengle                                    | 6-3, 6-4                                           |
| 2016 | Alizé Cornet                                       | Eugénie Bouchard                                   | 6-1, 6-2                                           |
| 2017 | Elise Mertens                                      | Monica Niculescu                                   | 6-3, 6-1                                           |
| 2018 | Elise Mertens                                      | Mihaela Buzărnescu                                 | 6-1, 4-6, 6-3                                      |
| 2019 | Sofia Kenin                                        | Anna Schmiedlová                                   | 6-3 6-0                                            |
| 2020 | Elena Rybakina                                     | Shuai Zhang                                        | 7-6(7), 6-3                                        |
| 2021 | Torneo cancelado debido a la Pandemia de COVID-19. | Torneo cancelado debido a la Pandemia de COVID-19. | Torneo cancelado debido a la Pandemia de COVID-19. |
| 2022 | Torneo cancelado debido a la Pandemia de COVID-19. | Torneo cancelado debido a la Pandemia de COVID-19. | Torneo cancelado debido a la Pandemia de COVID-19. |
| 2023 | Lauren Davis                                       | Elisabetta Cocciaretto                             | 7-6(0), 6-2                                        |
| 2024 | Emma Navarro                                       | Elise Mertens                                      | 6-1, 4-6, 7-5                                      |

### Dobles
| Año  | Campeonas                                          | Finalistas                                         | Resultado                                          |
| ---- | -------------------------------------------------- | -------------------------------------------------- | -------------------------------------------------- |
| 1998 | Paola Suárez Virginia Ruano                        | Julie Halard-Decugis Janette Husárová              | 7-6(6), 6-3                                        |
| 1999 | Marian De Swardt Elena Tatarkova                   | Alexia Dechaume-Balleret Émilie Loit               | 6-1, 6-2                                           |
| 2000 | Rita Grande Émilie Loit                            | Kim Clijsters Alicia Molik                         | 6-2, 2-6, 6-3                                      |
| 2001 | Cara Black Elena Likhovtseva                       | Ruxandra Dragomir Virginia Ruano                   | 6-4, 6-1                                           |
| 2002 | Tathiana Garbin Rita Grande                        | Catherine Barclay Christina Wheeler                | 6-2, 7-6(3)                                        |
| 2003 | Cara Black Elena Likhovtseva                       | Barbara Schett Patricia Wartusch                   | 7-5, 7-6(1)                                        |
| 2004 | Shinobu Asagoe Seiko Okamoto                       | Els Callens Barbara Schett                         | 2-6, 6-4, 6-3                                      |
| 2005 | Zi Yan Jie Zheng                                   | Anabel Medina Dinara Sáfina                        | 6-4, 7-5                                           |
| 2006 | Émilie Loit Nicole Pratt                           | Jill Craybas Jelena Kostanić                       | 6-2, 6-1                                           |
| 2007 | Elena Likhovtseva Yelena Vesnina                   | Anabel Medina Virginia Ruano                       | 2-6, 6-1, 6-2                                      |
| 2008 | Anabel Medina Virginia Ruano                       | Eleni Daniilidou Jasmin Woehr                      | 6-2, 6-4                                           |
| 2009 | Gisela Dulko Flavia Pennetta                       | Alona Bondarenko Kateryna Bondarenko               | 6-2, 7-6(4)                                        |
| 2010 | Chia-Jung Chuang Květa Peschke                     | Yung-Jan Chan Monica Niculescu                     | 3-6, 6-3, [10-7]                                   |
| 2011 | Sara Errani Roberta Vinci                          | Kateryna Bondarenko Liga Dekmeijere                | 6-3, 7-5                                           |
| 2012 | Irina-Camelia Begu Monica Niculescu                | Chia-Jung Chuang Marina Erakovic                   | 6-7(4), 7-6(4), [10-5]                             |
| 2013 | Garbiñe Muguruza María Teresa Torró                | Tímea Babos Mandy Minella                          | 6-3, 7-6(5)                                        |
| 2014 | Monica Niculescu Klára Zakopalová                  | Lisa Raymond Shuai Zhang                           | 6-2, 6-7(5), [10-8]                                |
| 2015 | Kiki Bertens Johanna Larsson                       | Vitalia Diachenko Monica Niculescu                 | 7-5, 6-3                                           |
| 2016 | Xinyun Han Christina McHale                        | Kimberly Birrell Jarmila Wolfe                     | 6-3, 6-0                                           |
| 2017 | Ioana Raluca Olaru Olga Savchuk                    | Gabriela Dabrowski Zhaoxuan Yang                   | 0-6, 6-4, [10-5]                                   |
| 2018 | Elise Mertens Demi Schuurs                         | Lyudmyla Kichenok Makoto Ninomiya                  | 6-2, 6-2                                           |
| 2019 | Hao-Ching Chan Yung-Jan Chan                       | Kirsten Flipkens Johanna Larsson                   | 6-3, 3-6, [10-6]                                   |
| 2020 | Nadiia Kichenok Sania Mirza                        | Shuai Peng Shuai Zhang                             | 6-4, 6-4                                           |
| 2021 | Torneo cancelado debido a la Pandemia de COVID-19. | Torneo cancelado debido a la Pandemia de COVID-19. | Torneo cancelado debido a la Pandemia de COVID-19. |
| 2022 | Torneo cancelado debido a la Pandemia de COVID-19. | Torneo cancelado debido a la Pandemia de COVID-19. | Torneo cancelado debido a la Pandemia de COVID-19. |
| 2023 | Kirsten Flipkens Laura Siegemund                   | Viktorija Golubic Panna Udvardy                    | 6-4, 7-5                                           |
| 2024 | Chan Hao-ching Giuliana Olmos                      | Guo Hanyu Jiang Xinyu                              | 6-3, 6-3                                           |